# Hirondelle fardée
Alopochelidon fucata
Genre
Espèce
Synonymes
- Stelgidopteryx fucata

Statut de conservation UICN

 LC  : Préoccupation mineure
L'Hirondelle fardée (Alopochelidon fucata) est une espèce de passereau de la famille des Hirundinidae, seule espèce du genre Alopochelidon, souvent classée dans le genre Stelgidopteryx. Elle est monotypique (non subdivisée en sous-espèces).

## Répartition
Son aire de répartition s'étend sur le Venezuela, la Colombie, l'Équateur, le Pérou, la Bolivie, le Paraguay, le Brésil, l'Uruguay et l'Argentine.